# Учка (тунел)
Тунелът Учка (на хърватски: Tunel Učka) платен тунел по автомагистралата A8 в Хърватия, прокопана под масива Учка, като част от пътната мрежа Истрийски ипсилон в Истрия. Принадлежи и се управлява от компанията „Бина Истра“ (тя стопанисва автомагистралата от 1995 до 2041 г. по силата на концесия).
Тунелът се състои от две транспортни тръби с по две ленти всяка. Първата тунелна тръба, която е отворена за движение на 27 септември 1981 г., е широка 9,1 m и дълга 5062 m). Втората тунелна тръба, отворена за движение на 13 септември 2024 г., е дълга 5634 m. Този тунел е третият по дължина в Хърватия след тунелите Мала Капела и Свети Рок. Строителството на първата тунелна тръба започва през 1978 г. и по време на откриването ѝ това е най-дългият пътен тунел в Югославия.
Таксата е част от затворената толсистема за събиране на пътни такси, която се използва на Истрийския ипсилон. Най-краткото възможно пътуване през нея струва 4,50 евро за двуосни МПС.
Тунелът е класифициран като D/E съгласно Европейската спогодба за международен превоз на опасни товари по шосе (ADR) и превозните средства, превозващи стоки с ограничен достъп, трябва да бъдат предварително подготвени и ескортирани. Това е единственият подходящ път между Истрия и останалата част от Хърватия за превозни средства над 5 тона.
През 2022 г. са преминали повече от 1,94 милиона превозни средства, като средногодишният дневен трафик е бил 5326, а летният средногодишен дневен трафик – 7361 МПС.

## Проблеми на сигурността
В тест за безопасност на движението от 2004 г., проведено от ADAC, тунелът Учка споделя последното място с тунела Тухобич, също в Хърватия, като е класифициран като транспортна услуга с висок риск.
През 2008 г. тунелът Тухобич е разширен до четири ленти. По тунела Учка обаче не е направено нищо, което предизвиква демонстрация на велосипедисти от Истрия, които блокират движението на входа на тунела.
По-сериозни последици от липсата на безопасност в тунелите се забелязват през октомври 2019 г., когато Европейската комисия напомня на Хърватия относно задълженията ѝ за спазване на минималните изисквания за безопасност, посочени в Директивата за безопасност на тунелите. Тунелите, които вече са в експлоатация от 30 април 2006 г. и които все още не отговарят на изискванията за безопасност, трябвало да бъдат модернизирани до 30 април 2014 г. За някои тунели, какъвто е случаят с тунела Учка, този период може да бъде удължен с пет години (до 30 април 2019 г.). Това задължение тогава обаче не е изпълнено, но правителството на Хърватия е ускорило дейността по модернизация на аварийно-предупредителните и сигнални системи.